# اچ‌ام‌اس اسپیکر (دی۹۰)
اچ‌ام‌اس اسپیکر (دی۹۰) (به انگلیسی: HMS Speaker (D90)) یک کشتی بود که طول آن ۴۹۶ فوت (۱۵۱ متر) بود. این کشتی در سال ۱۹۴۳ ساخته شد.